# Vall del Segadell
La Vall del Segadell és una vall pirinenca situada en els termes municipals de Pardines i Ribes de Freser, a la comarca catalana del Ripollès.

## Situació
És una vall orientada d'est a oest, seguint el curs del riu Segadell, des del seu naixement entre la Collada Verda i els Plans de Pòrtoles, a 1.650 metres d'altitud, al municipi de Pardines, i la seva desembocadura, al municipi de Ribes de Freser, a la Vila de Dalt, o Vila Vella, on aflueix al Freser.
Els límits de la Vall del Segadell són, al nord, el Puig Cerverís, de 2206 metres d'altitud, en el terme de Pardines, i el Puig Cornador, de 1799,7 m, en el de Ribes de Freser. Al sud, està delimitat pel Taga, de 2040 metres d'altitud, en el límit dels termes municipals de Ribes de Freser, Pardines i Ogassa.

## Geologia i climatologia
El clima de la Vall del Segadell és un clima de muntanya mitjana i subalpí, amb hiverns freds i nevades freqüents a causa de la seva situació als Pirineus axials.

## Centre Alpí Vall del Segadell de Pardines
És l'única entitat o institució que incorpora clarament la toponímia de la Vall en el seu nom. Nascut l'hivern del 2003, el Centre reuneix un total de sis Seccions, una de les quals, la de Senderisme i Alta Muntanya, proposa un recull d'itineraris anomenats Senders de la Vall del Segadell que donen a conèixer a bastament aquesta bonica i rica vall. En destacaríem “L'Olla de Pardines”, un recorregut de llarga durada que permet contemplar la Vall del Segadell en tota la seva extensió.
A finals de l'any 2019 el Centre Alpí Vall del Segadell es fusiona amb el Club Pirinenc Queralbs Núria per constituir l'actual Club Pirinenc l'Esquella amb seu social a Pardines.

## Comunicacions

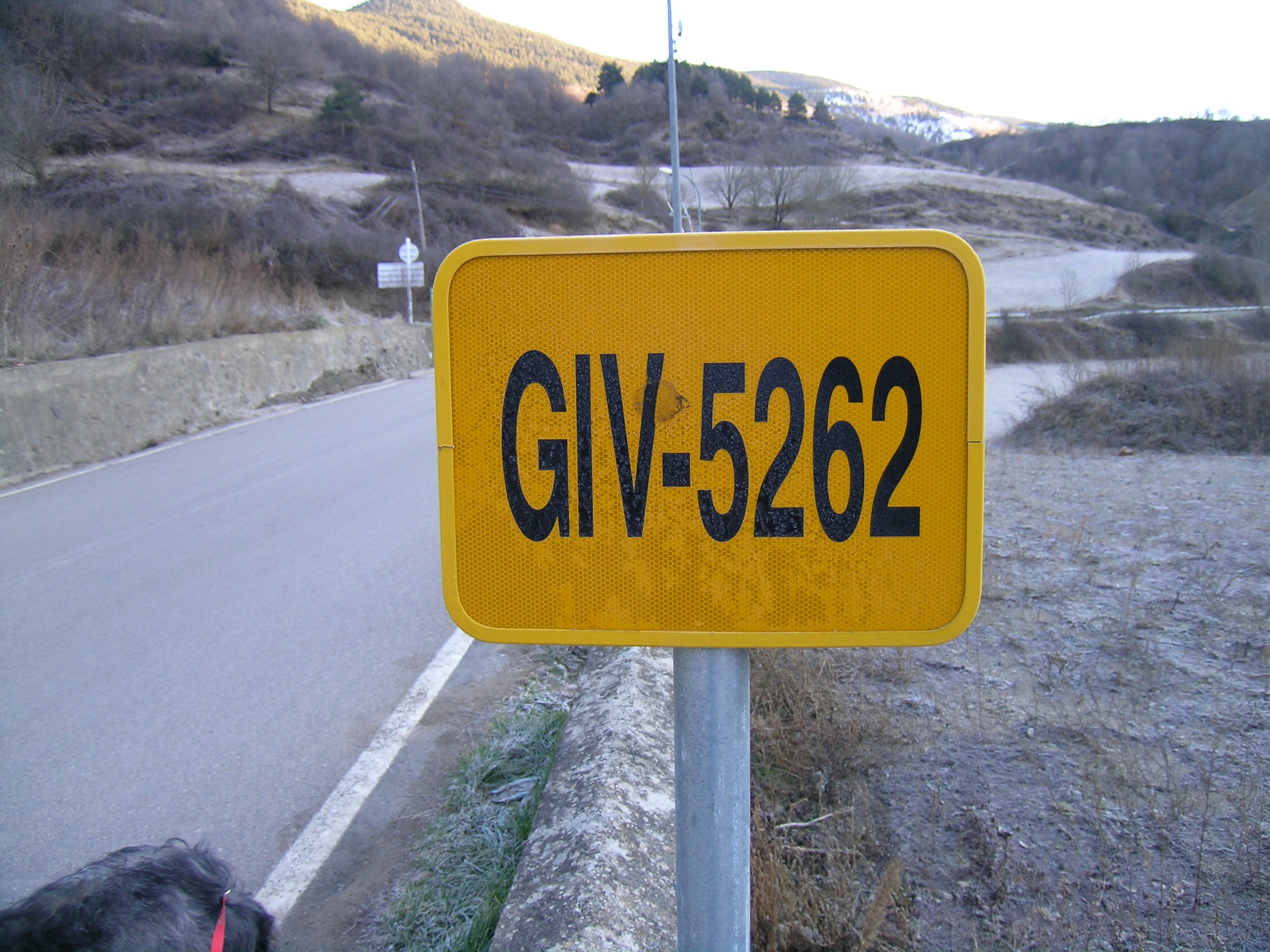
La GIV-5262, carretera de Ribes de Freser a Pardines

Una única carretera creua la Vall del Segadell d'oest a est, de Ribes de Freser a Pardines, la GIV-5262.
A part de la carretera, hi ha dues pistes que discorren per la vall:
- la Pista de Tregurà, que uneix Ribes de Freser i Pardines amb Ribesaltes i Tregurà (de Dalt i de Baix) i, per tant, amb la Vall de Camprodon. Sovint no és practicable, sobretot a l'hivern i en cas de pluges fortes
- la Pista de la Collada Verda, que uneix Pardines amb Abella i, per tant, amb la Vall de Camprodon. Sovint no és practicable, sobretot a l'hivern i en cas de pluges fortes.

## Flora
Galeria d'imatges

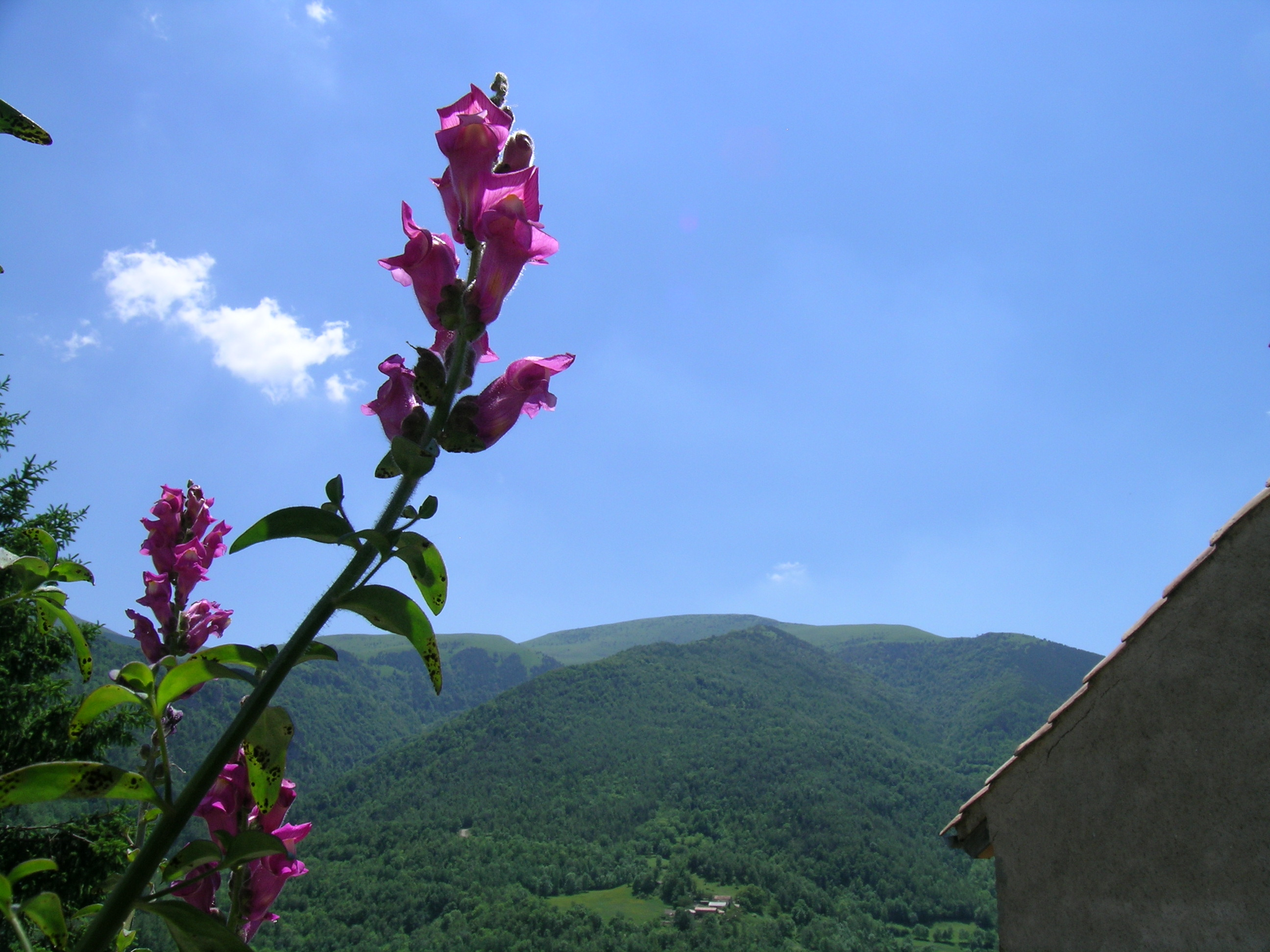
Conillets (Antirrhinum majus) - Pardines
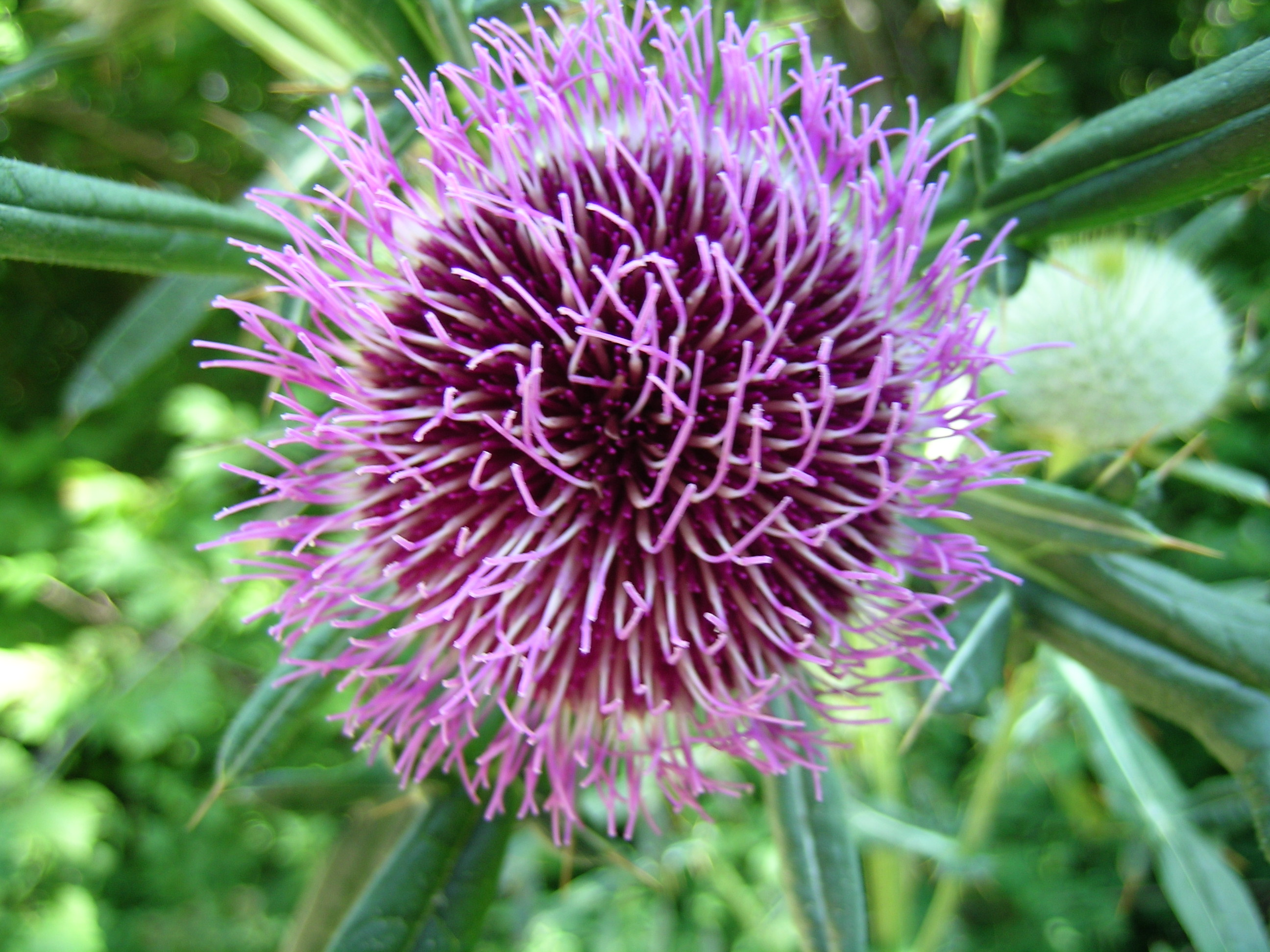
Cardigassa (Cirsium eriophorum) - Flora de Pardines
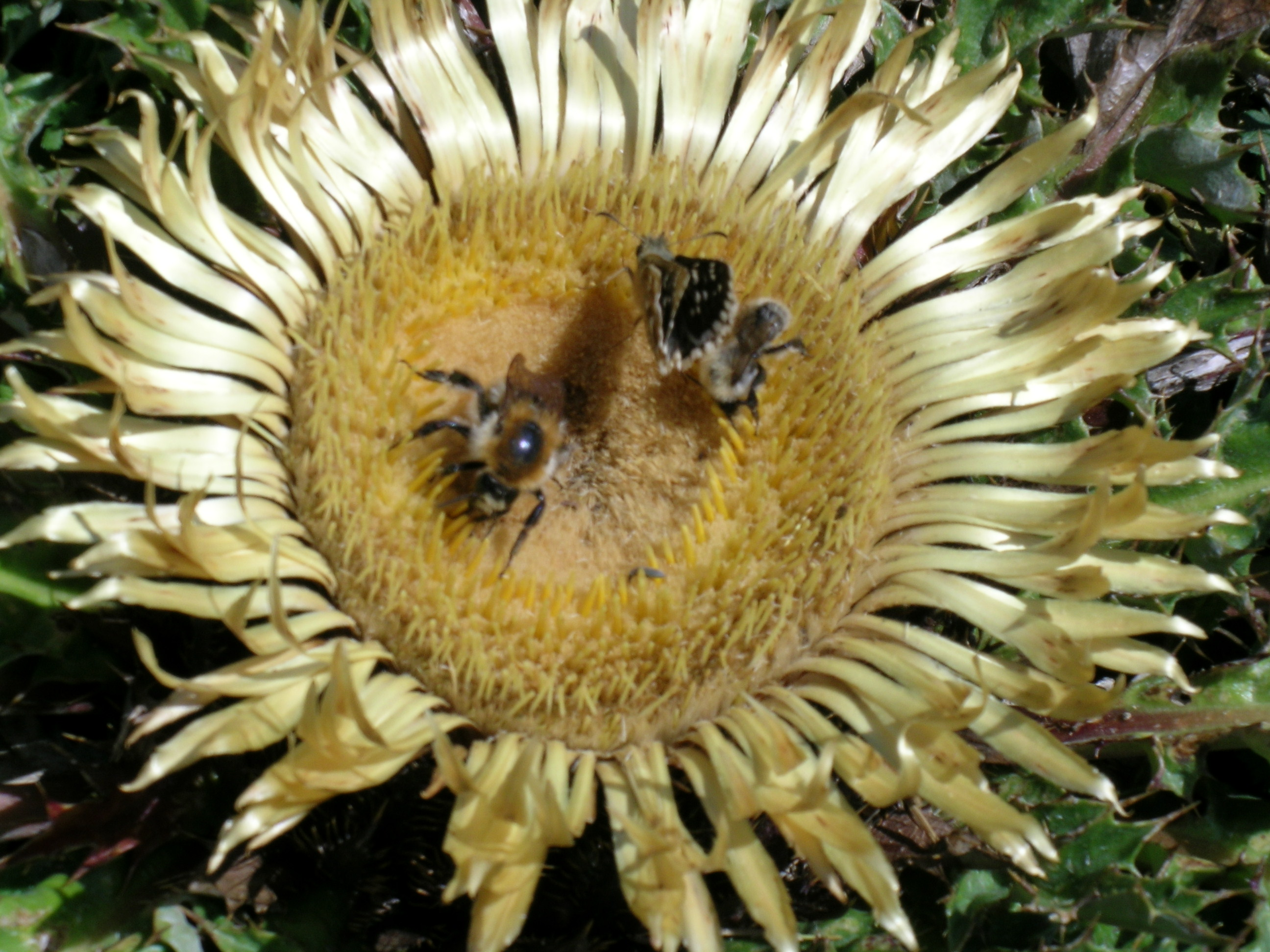
Carlina molt visitada
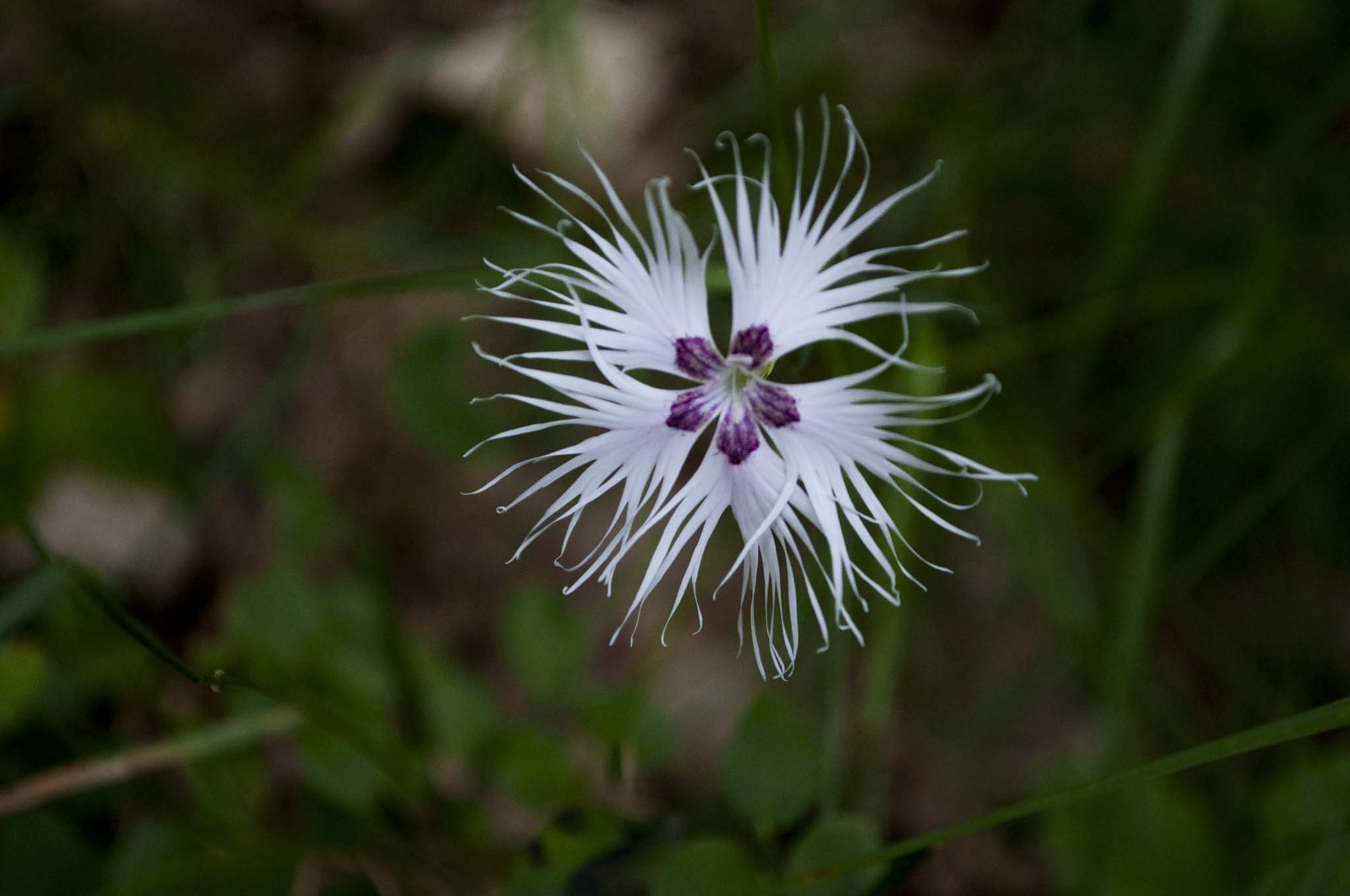
Clavell de pastor (Dyanthus sylvestris)
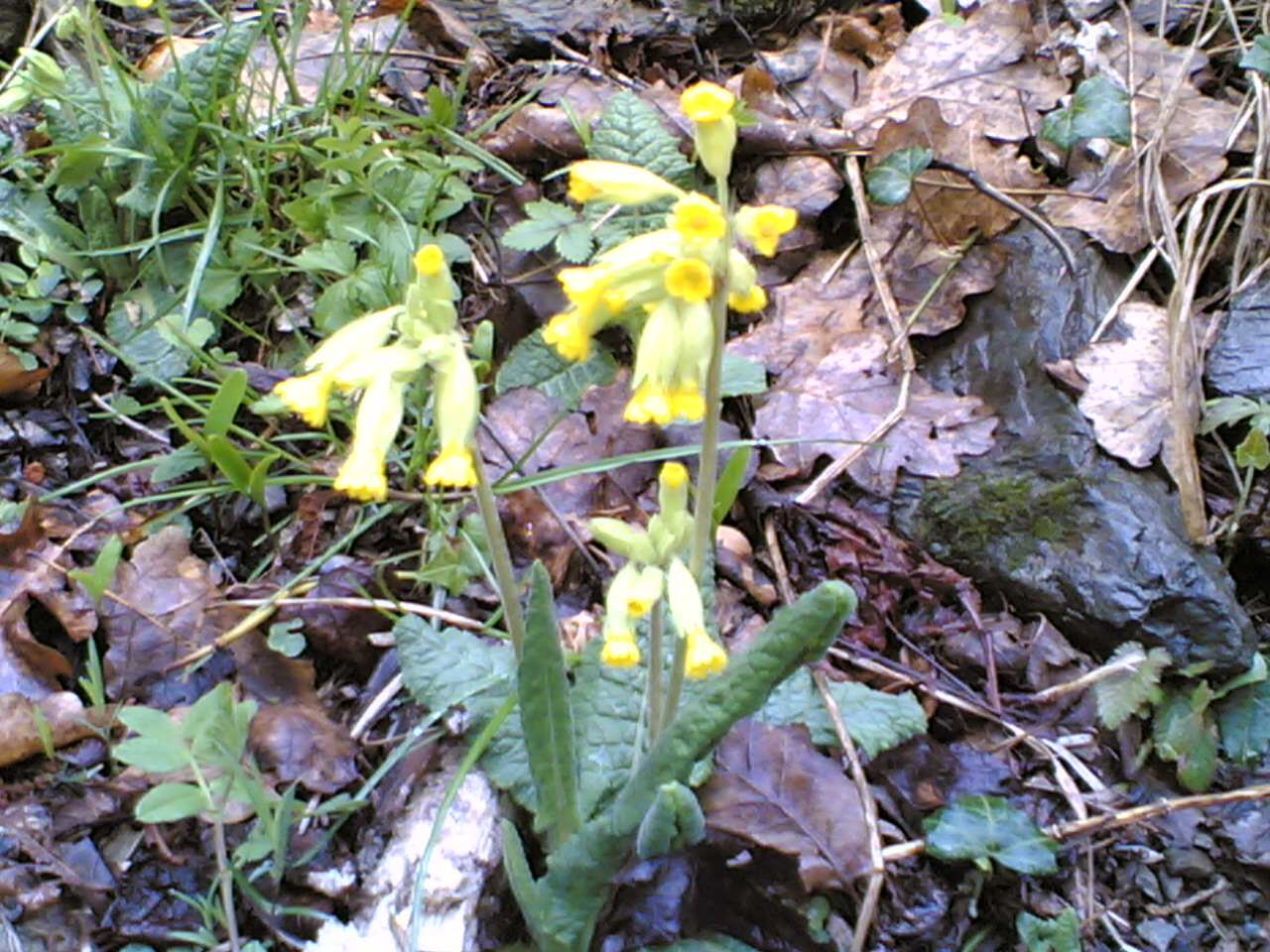
Prímula veris

## Fauna
Galeria d'imatges

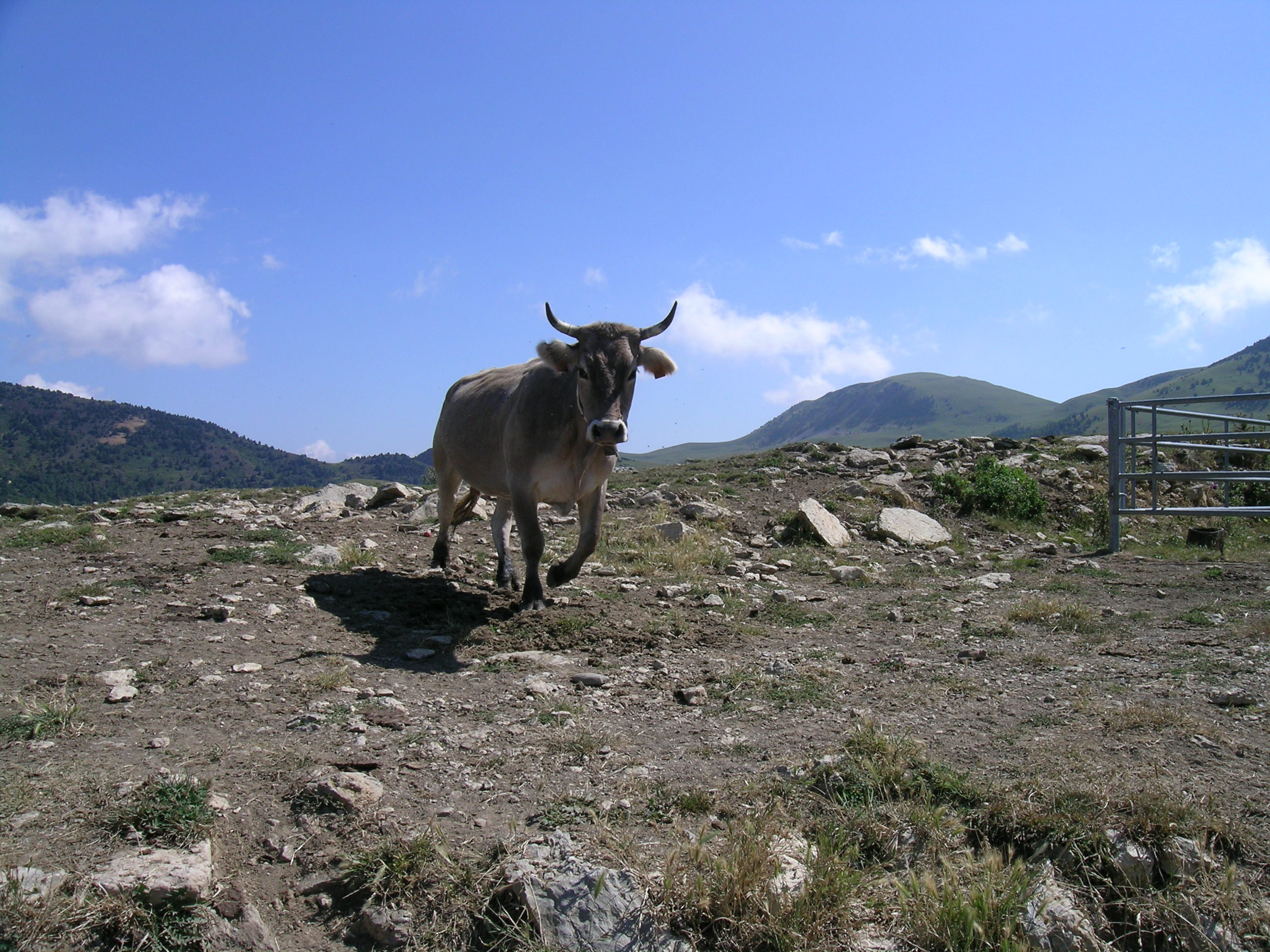
Vaca a l'Orri Vell - Pardines - Vall del Segadell
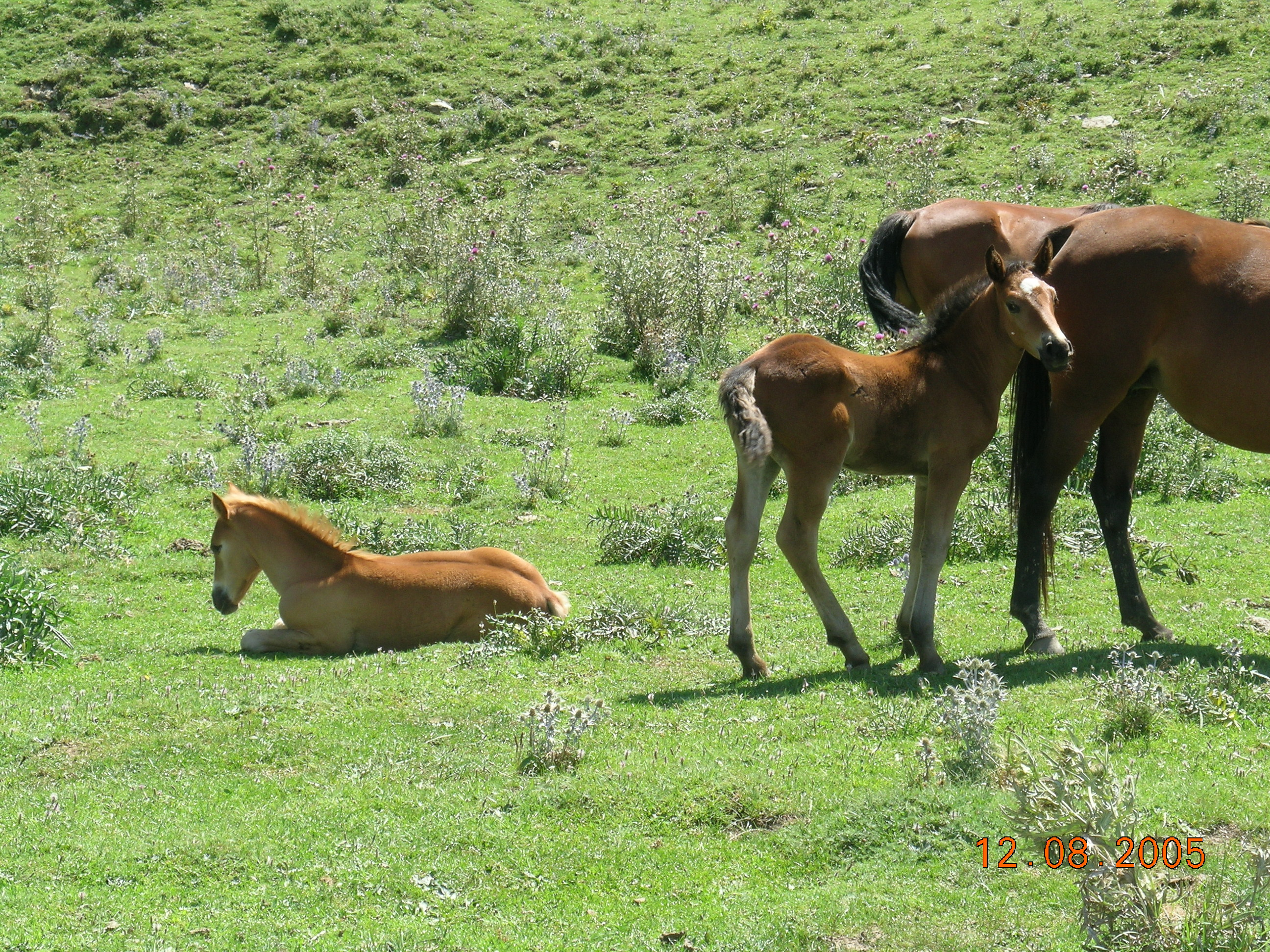
Poltres a Pòrtoles - Vall del Segadell
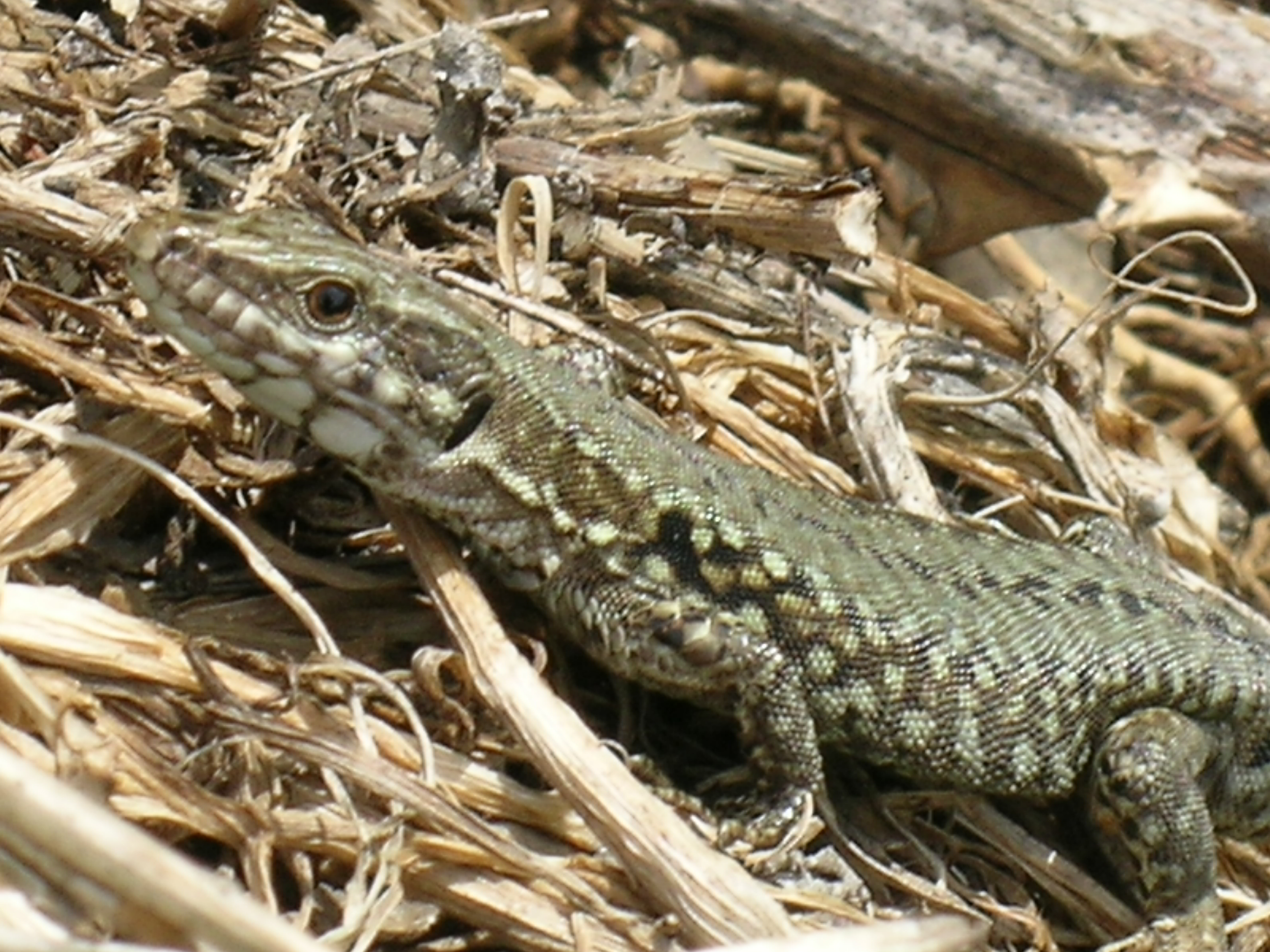
Llangardaix - Hort de Pardines - Vall del Segadell
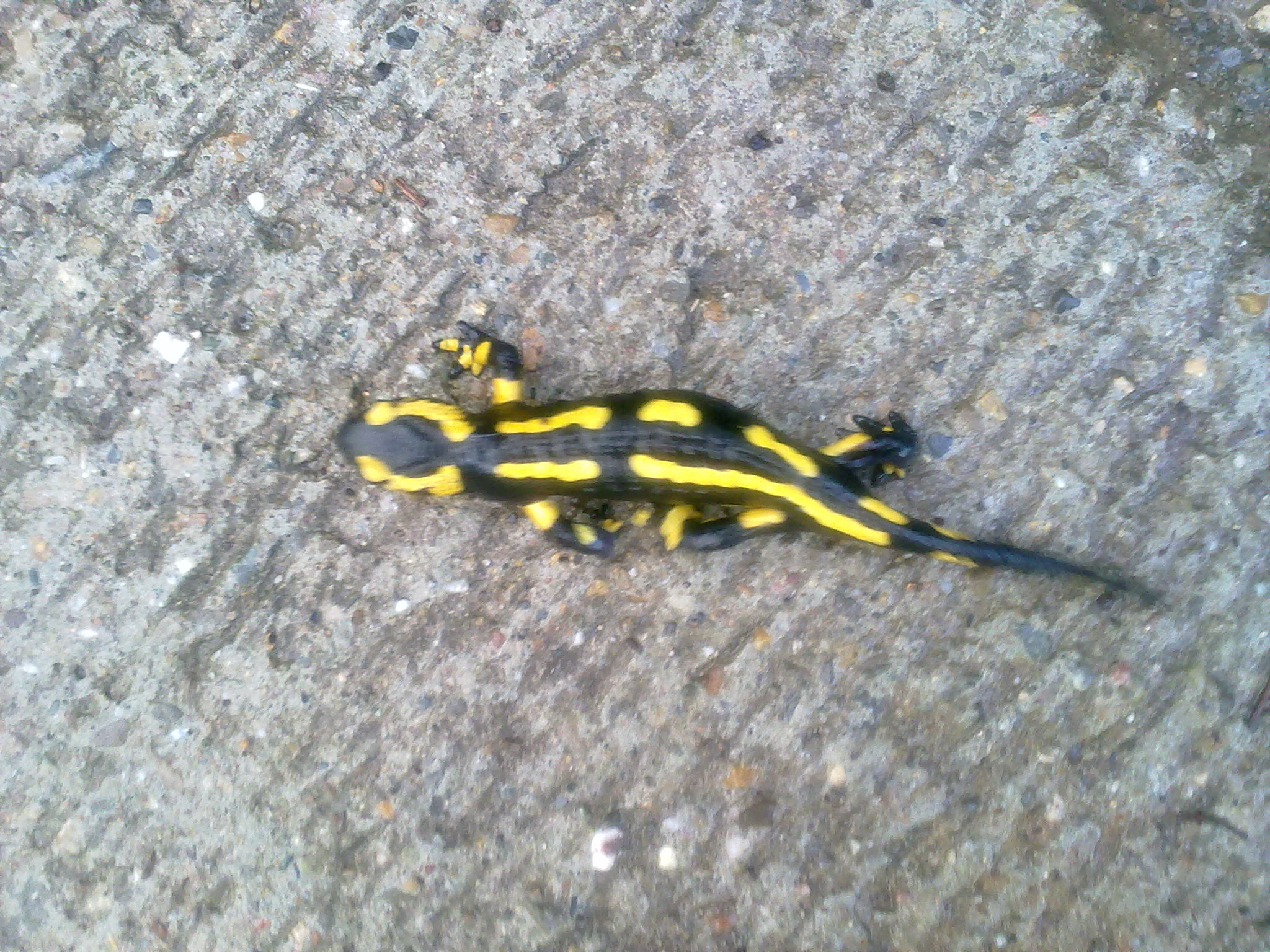
Salamandra - Hort de Pardines - Vall del Segadell
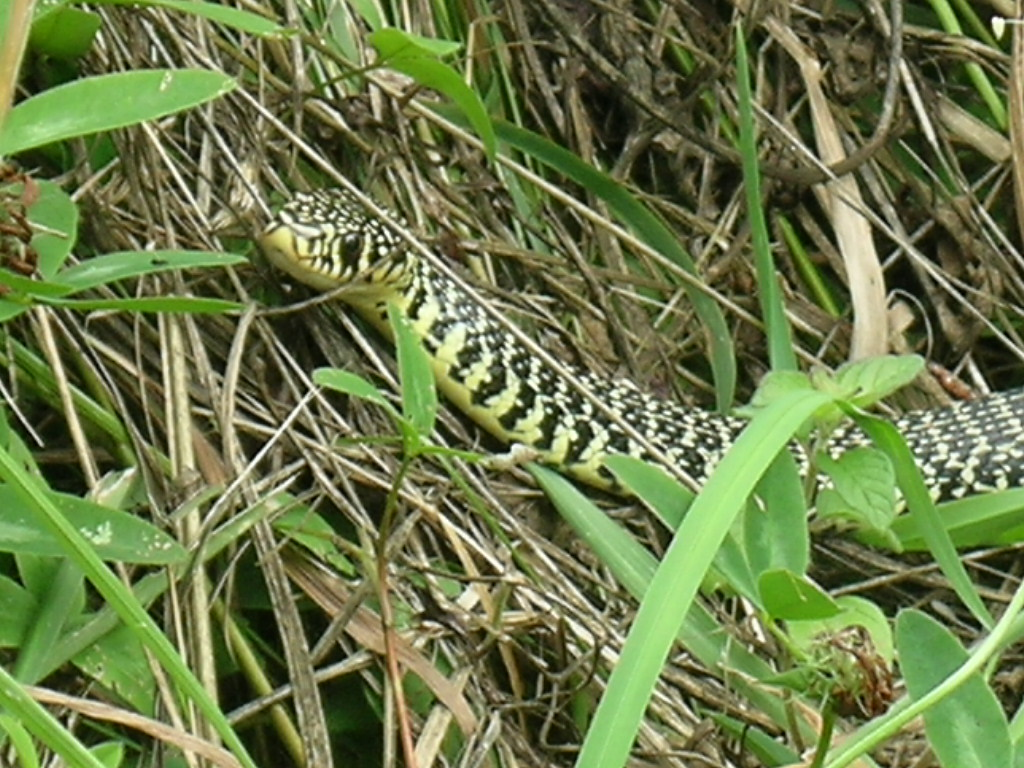
Serp - Ribes de Freser - Vall del Segadell